# Private Division
Private Division est un éditeur américain de jeux vidéo basé à New York.
Outre les bureaux situés au siège de Take-Two à New York, Private Division dispose également de bureaux à Seattle, Las Vegas et Munich.
En novembre 2024, l'éditeur est vendu par Take Two Interative à Haveli Investments, une société de capital-investissement basée à Austin.

## Histoire
Private Division est une filiale de Take-Two Interactive fondée par Michael Worosz et Allen Murray, et officiellement annoncée le 14 décembre 2017.
Private Division a été troisième maison d'édition de Take-Two Interactive, après Rockstar Games et 2K Games.
Private Division finance et publie des jeux indépendants développés par des studios de petite à moyenne taille. Cela inclut la reprise du jeu Kerbal Space Program, développé par Squad et acquis auparavant par Take-Two Interactive, ainsi que la publication de futurs titres comme The Outer Worlds d'Obsidian Entertainment ou Ancestors: The Humankind Odyssey de Panache Digital Games.
En mai 2023, Private Division a annoncé un partenariat avec le développeur de Pokémon, Game Freak, pour un jeu d'action-aventure sans titre, dont le nom de code est Project Bloom. La publication du jeu est prévue pour l'année fiscale 2026 de Take-Two Interactive. Lors d'un Nintendo Direct en juin, Penny's Big Breakaway a été dévoilé et devrait sortir au début de l'année 2024.
En novembre 2024, Private Division est vendu par Take-Two Interactive à Haveli Investments, une société de capital-investissement basée à Austin. Selon les sources de Jason Schreier, journaliste pour Bloomberg News, environ 20 employés ont été transférés à Austin, mais certains seront licenciés dans le cadre de ce nouvel arrangement. Toujours selon Jason Schreier, Haveli Investments a également conclu un accord avec les anciens employés d'Annapurna Interactive pour financer leur nouvelle société et leur confier la gestion des anciens titres de Private Division, dont Tales of the Shire (prévu pour le 25 mars 2025), potentiellement No Rest for the Wicked de Moon Studios, la licence Kerbal Space Program ou encore le nouveau projet de Game Freak,. 
Le 8 juillet 2025, Granjinhaa, un enquêteur des forums, révèle que la société fondée par les anciens employés d'Annapurna Interactive s'intitule Fictions et prévoit d'éditer les jeux Beast of Reincarnation, développé par Game Freak, et LEGO Party, développé par SMG Studio,.

## Jeux publiés
| Date de sortie | Titre                                  | Développeur                     | Plates-formes                                                                 |
| -------------- | -------------------------------------- | ------------------------------- | ----------------------------------------------------------------------------- |
| 2018           | Kerbal Space Program: Enhanced Edition | Squad                           | PlayStation 4, Xbox One                                                       |
| 2019           | Ancestors: The Humankind Odyssey       | Panache Digital Games           | Windows, PlayStation 4, Xbox One                                              |
| 2019           | The Outer Worlds                       | Obsidian Entertainment, Virtuos | Windows, PlayStation 4, Xbox One, Nintendo Switch                             |
| 2020           | Disintegration                         | V1 Interactive                  | Windows, PlayStation 4, Xbox One                                              |
| 2022           | OlliOlli World                         | Roll7                           | Windows, PlayStation 4, Xbox One, PlayStation 5, Xbox Series, Nintendo Switch |
| 2022           | Rollerdrome                            | Roll7                           | Windows, PlayStation 4, PlayStation 5                                         |
| 2023           | Kerbal Space Program 2                 | Intercept Games                 | Windows, PlayStation 4, Xbox One                                              |
| 2023           | After Us                               | Piccolo Studio                  | Windows, PlayStation 4, Xbox One, PlayStation 5, Xbox Series                  |
| 2024           | No Rest for the Wicked                 | Moon Studios                    | Windows, PlayStation 5, Xbox Series                                           |

## Controverse
Dans une enquête de juin 2020, le journaliste américain Jason Schreier révèle que Private Division, après l'annulation du contrat de développement de Kerbal Space Program 2 auprès du studio Star Theory Games, aurait tenté d'embaucher la plupart des anciens employés du studios (ayant fermé à la suite de l'annulation) pour travailler sur le projet dans une nouvelle structure contrôlée par l'éditeur.